# Thibouville
Thibouville település Franciaországban, Eure megyében. Lakosainak száma 326 fő (2022. január 1.). Thibouville Harcourt, Sainte-Opportune-du-Bosc, Rouge-Perriers, Écardenville-la-Campagne, Goupil-Othon és Nassandres sur Risle községekkel határos.

## Népesség
A település népessége az elmúlt években az alábbi módon változott:
| Lakosok száma | 354  | 246  | 232  | 258  | 291  | 300  | 312  | 318  | 321  | 326  |
|               | 1968 | 1982 | 1990 | 2006 | 2013 | 2015 | 2017 | 2019 | 2020 | 2022 |